# Angelo Comastri

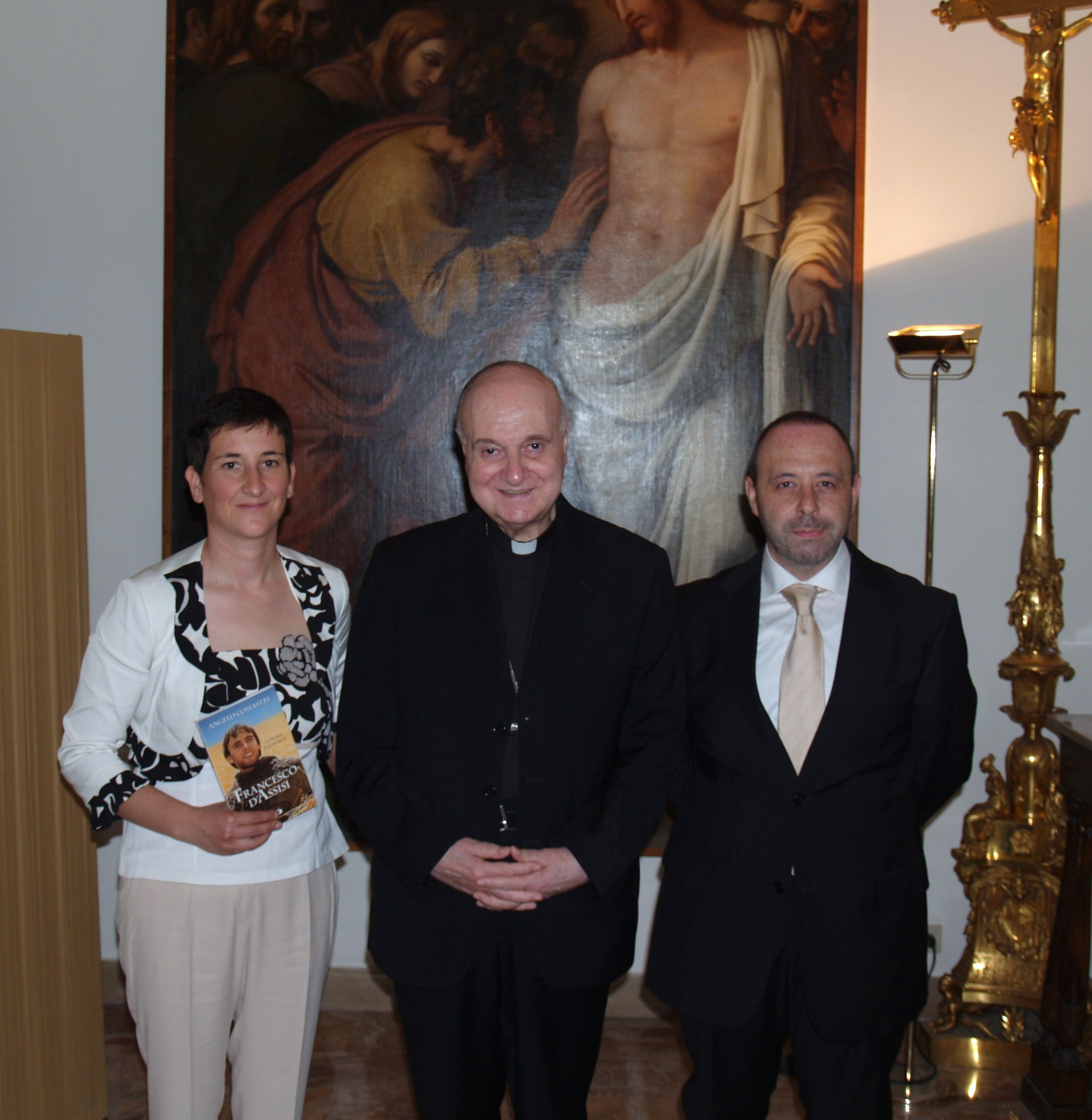
Cardenal Angelo Comastri en septiembre de 2014.

Angelo Comastri (Sorano, Italia, 17 de septiembre de 1943) es un cardenal italiano de la Iglesia católica. Es el arcipreste emérito de la Basílica de San Pedro en la Ciudad del Vaticano y vicario general emérito de Su Santidad para la Ciudad del Vaticano.

## Biografía

### Primeros años y formación
Nació en una familia humilde que vivía en las colinas de Maremma. Su madre, que era profundamente religiosa, fue su verdadera educadora en la vida. Completó su escuela secundaria en el seminario de Pitigliano y continuó sus estudios en el seminario regional en Viterbo. Luego completó su formación sacerdotal en el Seminario Mayor Romano al inscribirse en la Pontificia Universidad Lateranense, donde se graduó con una licenciatura en teología.

### Sacerdocio
Fue ordenado sacerdote el 11 de marzo de 1967, por Monseñor Luigi Boccadoro.  
Fue nombrado vicerrector del Seminario Diocesano Pitigliano, y luego, en 1968 es llamado a trabajar en Roma, en la Congregación para los Obispos y, al mismo tiempo, se desempeñó como padre espiritual en el Seminario Romano Minore. 
En 1971 salió de Roma para hacerse cargo del taller de su diócesis, y en 1979 se convirtió en párroco de Porto Santo Stefano, Monte Argentario, en la Provincia de Grosseto, cargo que dejaría once años más tarde.

## Episcopado

### Obispo de Massa Marittima-Piombino
El 25 de julio de 1990, el Papa Juan Pablo II lo nombró I obispo de la diócesis de Massa Marittima-Piombino. 
Recibió la ordenación episcopal el 12 de septiembre de ese mismo año a cargo del cardenal Bernardin Gantin; co-consagrantes el arzobispo Gaetano Bonicelli y el obispo Eugenio Binini.

### Prelado de Loreto y Arzobispo
El 9 de noviembre de 1996, el Papa Juan Pablo II lo nombró VIII Arzobispo-Prelado de la Prelatura de Loreto y Delegado pontificio para el Santuario Lauretano.
Al mismo tiempo, fue nombrado presidente de la Conferencia Episcopal de las Marchas, del Comité para los Congresos Eucarísticos Nacionales Italianos, vicepresidente de la Academia Pontificia de la Inmaculada y presidente del Comité Italiano para el Gran Jubileo del año 2000.

### Vicario general de Su Santidad para la Ciudad del Vaticano y arcipreste coadjutor de la Basílica de San Pedro
El 5 de febrero de 2005, casi dos meses antes de su muerte, es nombrado por el Papa Juan Pablo II, vicario general de Su Santidad para la Ciudad del Vaticano y arcipreste coadjutor de la Basílica de San Pedro.

### Arcipreste de la Basílica de San Pedro
El 31 de octubre de 2006, Benedicto XVI le proclama arcipreste de la Basílica de San Pedro, sustituyendo al cardenal Francesco Marchisano.

## Cardenalato
Fue creado cardenal en el consistorio del 24 de noviembre de 2007 por el Papa Benedicto XVI, recibió el diaconado de San Salvatore en Lauro.
El 2 de julio de 2018 fue confirmado, donec aliter provideatur, en sus cargos de arcipreste de la Basílica de San Pedro, vicario general de Su Santidad para la Ciudad del Vaticano y presidente de la Fábrica de San Pedro.
Actualmente es miembro de la Congregación para las Causas de los Santos.
Es uno de los cardenales del círculo cercano al Papa Francisco, del que dijo que “baña de humildad y sencillez a toda la Iglesia”. El Cardenal Comastri fue quien develó las primeras palabras del Papa Francisco al aceptar su Pontificado: “soy un gran pecador, confiando en la misericordia y en la paciencia de Dios. En el sufrimiento, acepto”, dijo el Cardenal Bergoglio en la noche de su elección el 13 de marzo de 2013.
El 2 de junio de 2020 fue confirmado como miembro de la Congregación para las Causas de los Santos usque ad octogesimum annum.

### Vicario general emérito de Su Santidad para la Ciudad del Vaticano y arcipreste emérito de la Basílica de San Pedro
El 20 de febrero de 2021 el papa Francisco aceptó su renuncia como vicario general de Su Santidad para la Ciudad del Vaticano, arcipreste de la Basílica Papal de San Pedro del Vaticano y presidente de la Fábrica de San Pedro, con 77 años de edad. El papa nombró como su sucesor al cardenal Mauro Gambetti, O.F.M. Conv.

## Obras
El Cardenal Comastri, es reconocido como un hijo espiritual de la Madre Teresa de Calcuta, escribió las meditaciones para el Via Crucis presidido por el Papa Benedicto XVI en el Coliseo en la noche del Viernes Santo de 2006. 
En una ocasión, él predicó los ejercicios espirituales de Cuaresma a Juan Pablo II y a la Curia romana.
Publicaciones del Cardenal Comastri:
- Alguien allá arriba te ama (Lassù qualcuno ti ama) RnS
- De la oscuridad a la luz (Dal buio alla luce) RnS
- Via della croce di Cristo e del cristiano, Elledici (1983)
- El Espíritu Santo les enseñará todo bien (Lo spirito Santo vi insegnerà così ogni cosa) Elledici (1985)
- Escuche a su Dios. Oración por cuatro semanas (Ascolta il tuo Dio. Preghiere per quattro settimane) Paoline Editoriale Libri (1987)
- Orando con la Biblia (Preghiamo con la Bibbia) Elledici (1987)
- La vida de oración. Vigilias de oración para las comunidades parroquiales, grupos religiosos y las familias cristianas (Preghiera nella vita. Veglie di preghiera per comunità parrocchiali, gruppi ecclesiali e famiglie cristiane) EDB (1988)
- El Día del Señor (Il giorno del Signore) Paoline Editoriale Libri (1991)
- Testimonio del Amor 1 (Testimoni dell'amore 1), Rogate (1995)
- Testimonio del Amor 2 (Testimoni dell'amore 2), Rogate (1996)
- Maria insegnaci il tuo sì!, Edizioni Monfortane (1998)
- Tu sei Trinità, Paoline Editoriale Libri (1999)
- Predicate la buona notizia! Meditazioni sulle letture dei giorni festivi per sacerdoti e laici. Ciclo C, Elledici (2000)
- Mi sono innamorato di Dio. Ernesto Olivero, Città Nuova (2000)
- Apocalisse. Un libro che interpreta il presente, EMP (2000)
- Il santuario. Luogo di incontro con l'infinito, Grafitalica (2000)
- Predicate la buona notizia! Meditazioni sulle letture dei giorni festivi per sacerdoti e laici. Ciclo A, Elledici (2001)
- Santi dei nostri giorni, EMP (2001)
- Predicate la buona notizia! Meditazioni sulle letture dei giorni festivi per sacerdoti e laici. Ciclo B, Elledici (2002)
- La firma di Dio, San Paolo Edizioni (2002)
- Dov'è il tuo Dio? Storie di conversioni nel XX secolo, San Paolo Edizioni (2003)
- Madre Teresa. Una goccia d'acqua pulita! Paoline Editoriale Libri (2003)
- Dio è amore. Esercizi spirituali predicati a Giovanni Paolo II e alla curia romana, San Paolo Edizioni (2003)
- Messaggio alla diocesi di Bari-Bitonto per il Congresso eucaristico nazionale (Bari, 21-29 maggio 2005), ECUMENICA (2004)
- Come andremo a finire? Indagine sul futuro dell'uomo e del mondo, San Paolo Edizioni (2004)
- Signore, insegnaci a pregare, Tau (2005)
- Prepara la culla: è Natale!, San Paolo Edizioni (2005)
- Non uccidete la libertà!, San Paolo Edizioni (2005)
- Nel buio brillano le stelle, San Paolo Edizioni (2005)
- Dio è padre, Paoline Editoriale Libri (2005)
- Santi dei nostri giorni, EMP (2006)
- Gli innamorati di Dio. Ernesto Olivero «raccontato» da Francesco d'Assisi, Città Nuova (2006)
- Via crucis al Colosseo con Benedetto XVI, Libreria Editrice Vaticana (2006)
- La Madonna non è un optional, Tau (2006)
- Non dimenticare la tua mamma, Cantagalli (2006)
- Vi racconto il Concilio con le parole di Giovanni Paolo II e di Benedetto XVI, Libreria Editrice Vaticana (2006)
- ¡Reza y serás feliz! (Prega e sarai felice!) San Paolo Edizioni (2006)
- L'angelo mi disse. Autobiografia di Maria, San Paolo Edizioni (2007)
- Gesù...e se fosse tutto vero?, San Paolo Edizioni (2008)
- Tú serás llamado Pedro. Autobiografía del Primer Papa (Ti chiamerai Pietro. Autobiografia del primo papa) San Paolo Edizioni (2009)
- Donarsi è l'unico guadagno! Per riscoprire la bellezza della vocazione al sacerdozio e alla vita consacrata, San Paolo Edizioni (2010)
- En las manos de Dios (Nelle mani di Dio) San Paolo Edizioni (2010)
- Dios escribe recto (Dio scrive dritto) San Paolo Edizioni (2012) - ISBN 978-88-215-7323-1
- Io sono con voi, San Paolo Edizioni (2015)

## Distinciones Honoríficas
- Caballero de primera clase de la Orden de Santa Ana (Casa Romanov) 2010.[9]

## Cargos
| Predecesor: Francesco Marchisano | Arcipreste de la Basílica de San Pedro 2006 - 2021    | Sucesor: Mauro Gambetti, O.F.M. Conv. |
| Predecesor: Giovanni Delfino     | Cardenal Diácono de San Salvatore in Lauro 2007 - ... | Sucesor: en el cargo                  |

- Datos: Q521184
- Multimedia: Angelo Comastri / Q521184